# Francis Albert Sinatra & Antonio Carlos Jobim
Albums de Frank Sinatra et Antônio Carlos Jobim
Sinatra & Company
(1971)
Francis Albert Sinatra & Antonio Carlos Jobim est un album de Frank Sinatra et Antônio Carlos Jobim, sorti en 1967.

## L'album
L'enregistrement de l'album a été effectué en studio à Hollywood avec un orchestre sous la direction de Claus Ogerman, qui a également écrit les arrangements.
Il atteint la 4e place des ventes jazz et la 19e du Billboard 200, et il est nommé en 1968 aux Grammy Awards dans la catégorie Album de l'année.
Il fait partie des 1001 albums qu'il faut avoir écoutés dans sa vie.
En 2019, il reçoit le Grammy Hall of Fame Award.

### Titres
1. The Girl from Ipanema (Antonio Carlos Jobim, Norman Gimbel, Vinícius de Moraes) (3:00)
2. Dindi (en) (Ray Gilbert, Jobim, Aloysio de Oliveira) (3:25)
3. Change Partners (en) (Irving Berlin) (2:40)
4. Quiet Nights of Quiet Stars (Corcovado) (Jobim, Gene Lees) (2:45)
5. Meditation (en) (Meditação) (Jobim, Gimbel, Newton Mendonça) (2:51)
6. If You Never Come to Me (en) (Inútil Paisagem) (Jobim, Gilbert, de Oliveira) (2:10)
7. How Insensitive (Insensatez) (Jobim, Gimbel, de Moraes) (3:15)
8. I Concentrate on You (Cole Porter) (2:32)
9. Baubles, Bangles and Beads (en) (Robert C. Wright, George Forrest, Alexandre Borodine) (2:32)
10. Once I Loved (en) (O Amor em Paz) (Jobim, Gilbert, de Moraes) (2:37)

### Musiciens
- Frank Sinatra : chant
- Antônio Carlos Jobim : piano, guitare, chant
- Dom Um Romão : batterie